# Wendy Houvenaghel
Wendy Louise Houvenaghel née le 27 novembre 1974 à Upperlands en irlande du Nord, est une coureuse cycliste britannique. Elle court sur route et sur piste, s'étant spécialisée tardivement sur cette dernière. Elle a notamment été médaillée d'or de la poursuite par équipes aux championnats du monde de 2008 à Manchester.

## Biographie
Courant dans le club amateur de Camel Valley, Wendy Houvenaghel est spécialisée dans le contre-la-montre sur route. Elle remporte les British National Circuit Time Trial series en 2003. En 2005, elle s'impose sur tous les contre-la-montre britanniques auxquels elle prend part. Durant cette saison, elle fait ses débuts sur piste en poursuite et remporte le championnat de Grande-Bretagne de cette discipline, se première compétition sur piste. Elle remporte également la 2005-2006 en poursuite.
Elle se consacre dès lors principalement à la piste et conserve son titre en coupe du monde en 2006-2007 et prend la deuxième place du championnat de Grande-Bretagne contre-la-montre. Elle participe pour la première fois aux championnats du monde sur piste, et représente l'Angleterre sur piste et sur route aux Jeux du Commonwealth, avec pour meilleur résultat une cinquième place aux championnats du monde. Elle s'améliore en 2007 en se classant quatrième, puis remporte le titre national du contre-la-montre sur route pour la première fois. 
Ses objectifs en 2008 sont les championnats du monde et les Jeux Olympiques. Avec Joanna Rowsell et Rebecca Romero, elle remporte le titre mondial de poursuite par équipes, s'assurant ainsi une sélection pour les Jeux. Elle échoue en revanche à nouveau au pied du en poursuite individuelle.

## Palmarès sur route
- 2006
  - 2e du championnat de Grande-Bretagne du contre-la-montre
- 2007
  -  Championne de Grande-Bretagne du contre-la-montre
- 2009
  - Chrono champenois
  - 2e du championnat de Grande-Bretagne du contre-la-montre
- 2010
  - 3e du championnat de Grande-Bretagne du contre-la-montre
- 2011
  -  Championne de Grande-Bretagne du contre-la-montre
  - 3e du Chrono champenois
- 2012
  -  Championne de Grande-Bretagne du contre-la-montre
  - Celtic Chrono
  - Chrono champenois

## Palmarès sur piste

### Jeux Olympiques
- Pékin 2008
  -  Médaillée d'argent de la poursuite individuelle

### Championnats du monde
- Manchester 2008
  -  Championne du monde de poursuite par équipes (avec Joanna Rowsell et Rebecca Romero)
- Pruszkow 2009
  -  Championne du monde de poursuite par équipes (avec Elizabeth Armitstead et Joanna Rowsell)
  -  Médaillée d'argent de la poursuite
- Ballerup 2010
  -  Médaillée d'argent de la poursuite par équipes
- Apeldoorn 2011
  -  Championne du monde de poursuite par équipes (avec Laura Kenny et Danielle King)
- Melbourne 2012
  -  Médaillée d'argent de la poursuite individuelle

### Coupe du monde
- 2005-2006 
  - Classement général de la poursuite
  - 1re de la poursuite à Sydney
  - 2e de la poursuite à Moscou
- 2006-2007
  - Classement général de la poursuite
  - 1re de la poursuite à Moscou
  - 1re de la poursuite à Manchester
  - 2e de la poursuite à Sydney
- 2008-2009 
  - 1re de la poursuite à Manchester
- 2009-2010 
  - Classement général de la poursuite
  - 1re de la poursuite à Manchester
  - 1re de la poursuite à Melbourne
  - 1re de la poursuite par équipes à Manchester (avec Elizabeth Armitstead et Joanna Rowsell)
  - 2e de la poursuite par équipes à Melbourne
- 2010-2011
  - 1re de la poursuite par équipes à Manchester (avec Sarah Storey et Joanna Rowsell)
  - 2e de la poursuite à Cali
  - 3e de la poursuite par équipes à Cali
- 2011-2012
  - 1re de la poursuite par équipes à Cali (avec Sarah Storey et Laura Kenny)
  - 2e de la poursuite à Cali

### Jeux du Commonwealth
- New Delhi 2010
  -  Médaillé d'argent de la poursuite

### Championnats d'Europe
- Pruszków 2010
  -  Championne d'Europe de poursuite par équipes (avec Katie Colclough et Laura Kenny)

### Championnats de Grande-Bretagne
- Championne de Grande-Bretagne de poursuite : 2005, 2007 et 2010